# برنامج مارينر

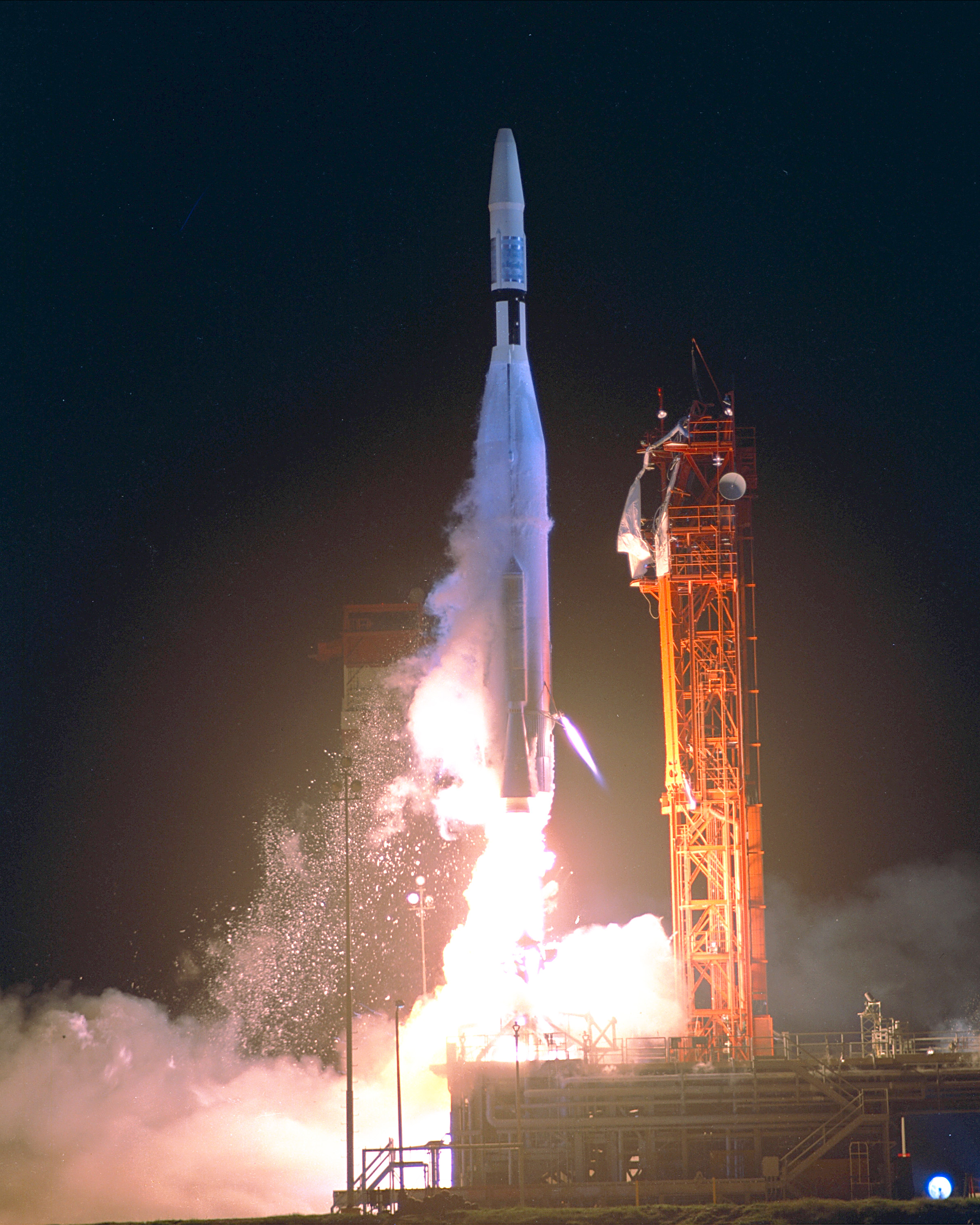
لحظة إطلاق مسبار مارينر 1 في عام 1962.

برنامج مارينر (بالإنجليزية: Mariner program) كان برنامج فضاء أجرته وكالة ناسا بالتعاون مع مختبر الدفع النفاث بين سنتي 1962 و 1973، حيث أُطلقت سلسلة من المسابر الروبوتية ضمن البرنامج لاستكشاف المريخ والزهرة وعطارد. أُرسلت 10 مسابر ضمن برنامج مارينر، سبعة منها كانت ناجحة بينما الثلاثة الأخرى باءت بالفشل. حقق البرنامج عددا من الإنجازات الأولية من بينها: أول تحليق بالقرب من كوكب آخر، وأول دوران في مدار كوكب آخر، و أول مناورة بمساعدة الجاذبية.
أول مهمة ناجحة ضمن البرنامج كانت مارينر 2، حيث حلقت بالقرب من كوكب الزهرة وإقتربت منه بمسافة 34,773 كيلومتر وكان يبلغ وزن المركبة 203 كيلوغراما.
التكلفة الإجمالية للبرنامج قُدرت بـ554 مليون دولار أمريكي.

## المهمات
| اسم المهمة | تاريخ الإطلاق  | الوجهة        | النتيجة |
| ---------- | -------------- | ------------- | ------- |
| مارينر 1   | 22 يوليو 1962  | الزهرة        | فشل     |
| مارينر 2   | 27 أغسطس 1962  | الزهرة        | نجاح    |
| مارينر 3   | 5 نوفمبر 1964  | المريخ        | فشل     |
| مارينر 4   | 28 نوفمبر 1964 | المريخ        | نجاح    |
| مارينر 5   | 14 يونيو 1967  | الزهرة        | نجاح    |
| مارينر 6   | 25 فبراير 1969 | المريخ        | نجاح    |
| مارينر 7   | 27 مارس 1969   | المريخ        | نجاح    |
| مارينر 8   | 9 مايو 1971    | المريخ        | فشل     |
| مارينر 9   | 30 مايو 1971   | المريخ        | نجاح    |
| مارينر 10  | 3 نوفمبر 1973  | عطارد والزهرة | نجاح    |

## مارينر 1
مركبة مارينر 1 أُطلقت في 22 يونيو 1962 وكان هدفها التحليق بالقرب من كوكب الزهرة، ولكن حدث عطل في الصاروخ أدى لانحارفه عن مساره. مما أجبر وكالة ناسا على تدميره بعد 5 دقائق من الإقلاع. ويُقال بأن تعطل الصاروخ كان بسبب خطأ برمجي.

## مارينر 2
أُطلق بنجاح يوم 27 أغسطس 1962، وبعد 3 أشهر ونصف من السفر، دخل المسبار في مدار الزهرة ليصبح بذلك أول مسبار يدور حول كوكب آخر غير الأرض.

## مارينر 3
بعد إطلاق مارينر 3، إتضح أن هناك عيبا في التصميم تسبب في انفصال الكبسولة عن المسبار كما كان متوقعا. الأمر الذي منع الألواح الشمسية من العمل مما نجمه عنه نفاذ البطارية.

## معرض الصور

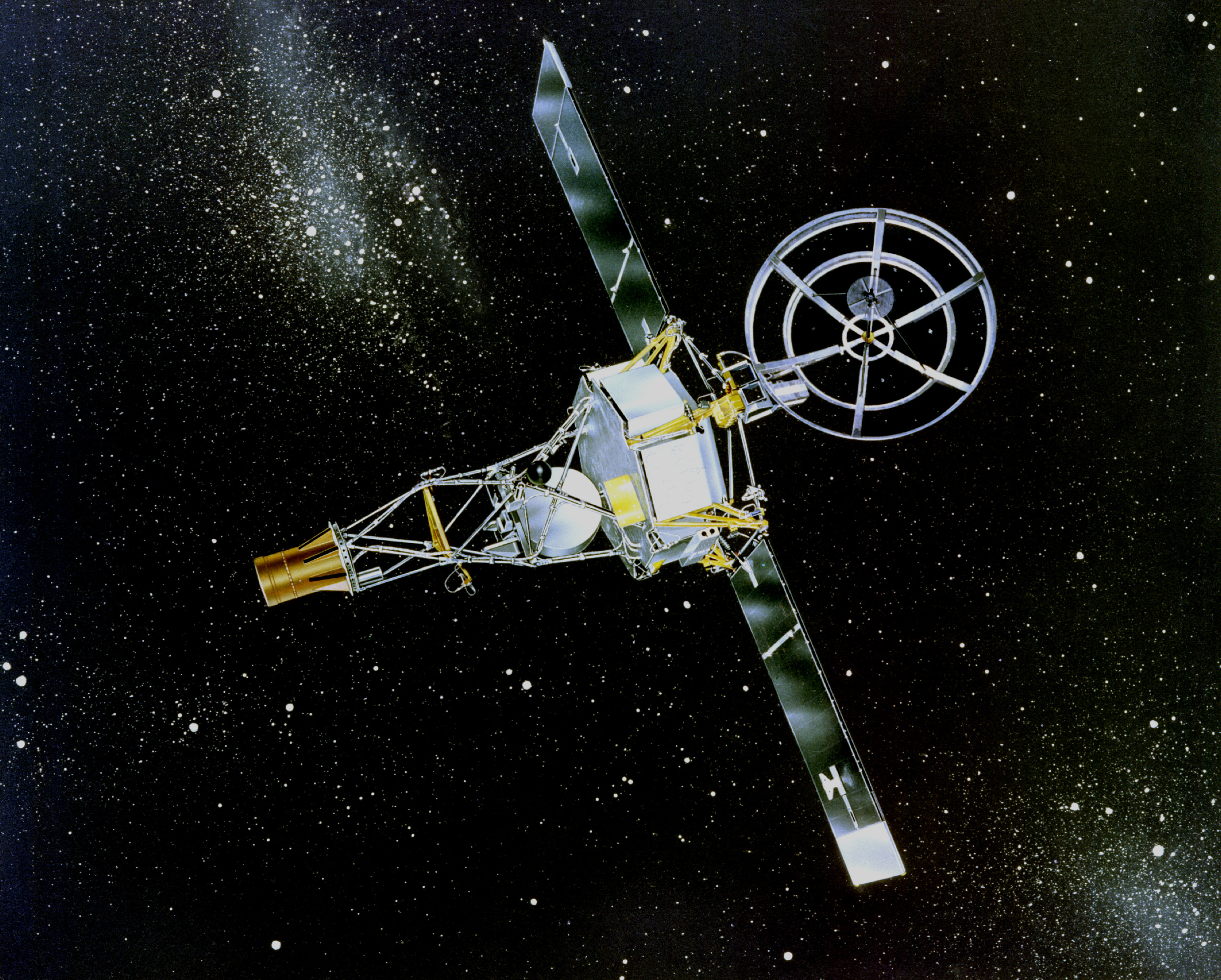
مارينر 1 و 2
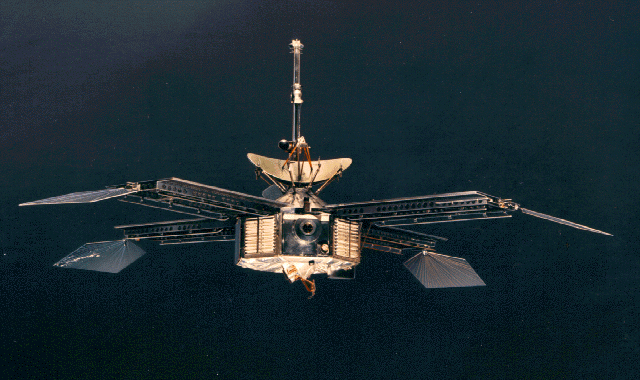
مارينر 3 و 4
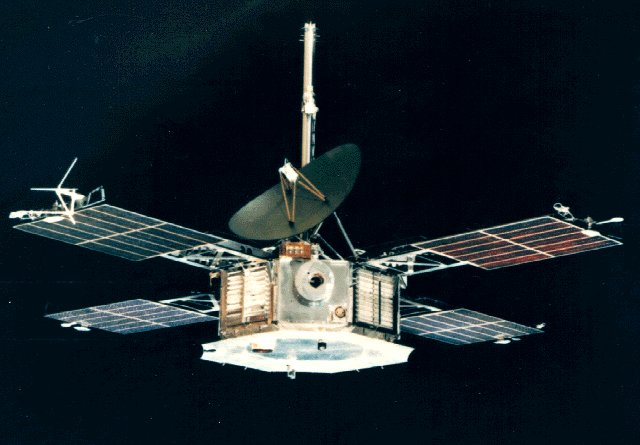
مارينر 5
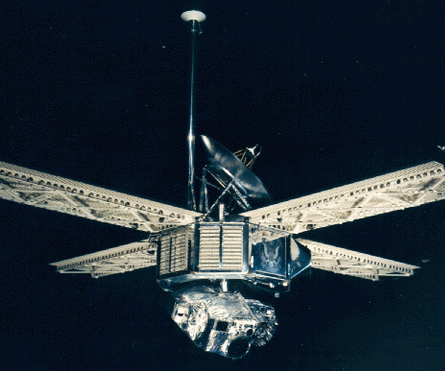
مارينر 6 و 7
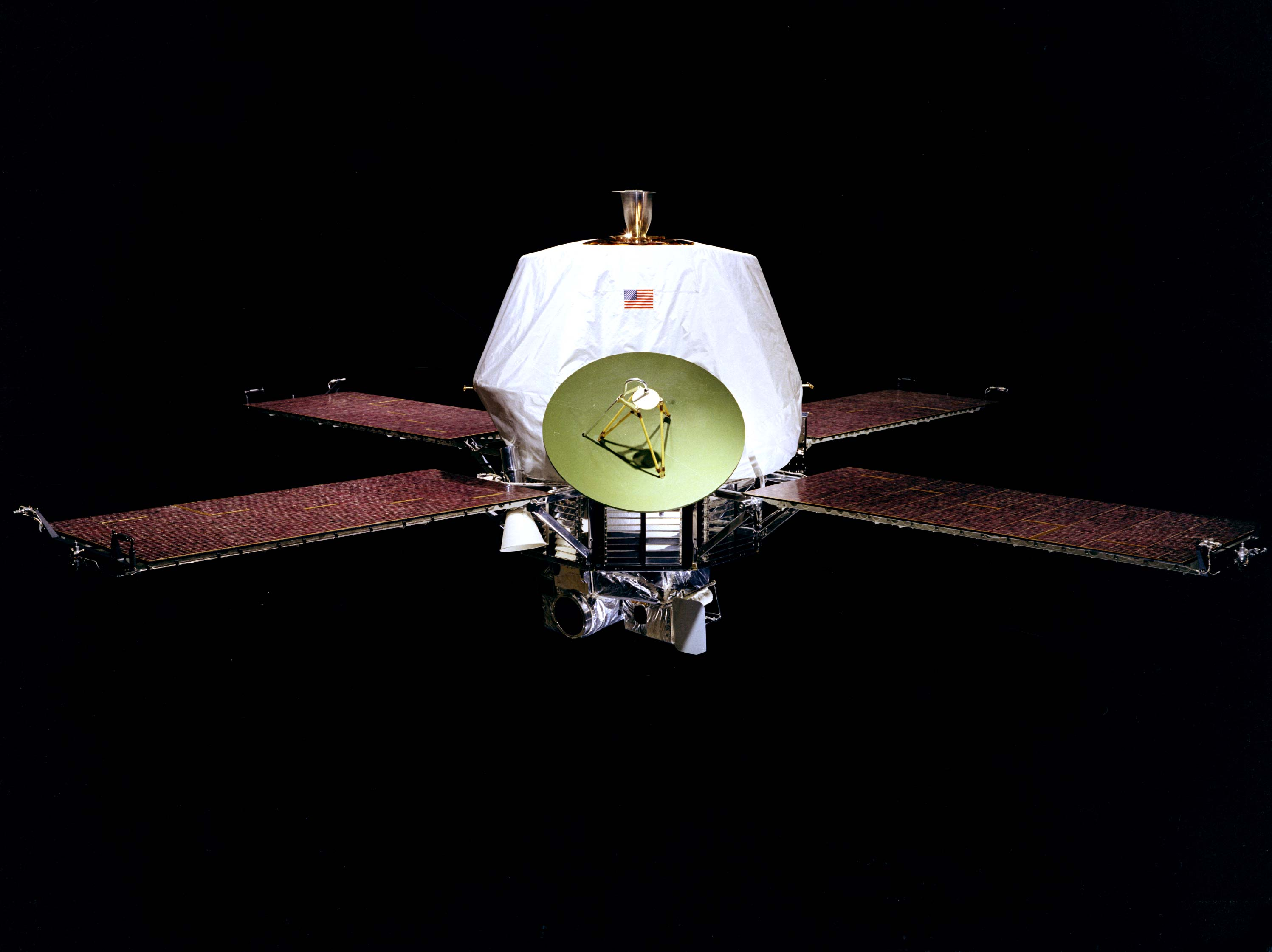
مارينر 9
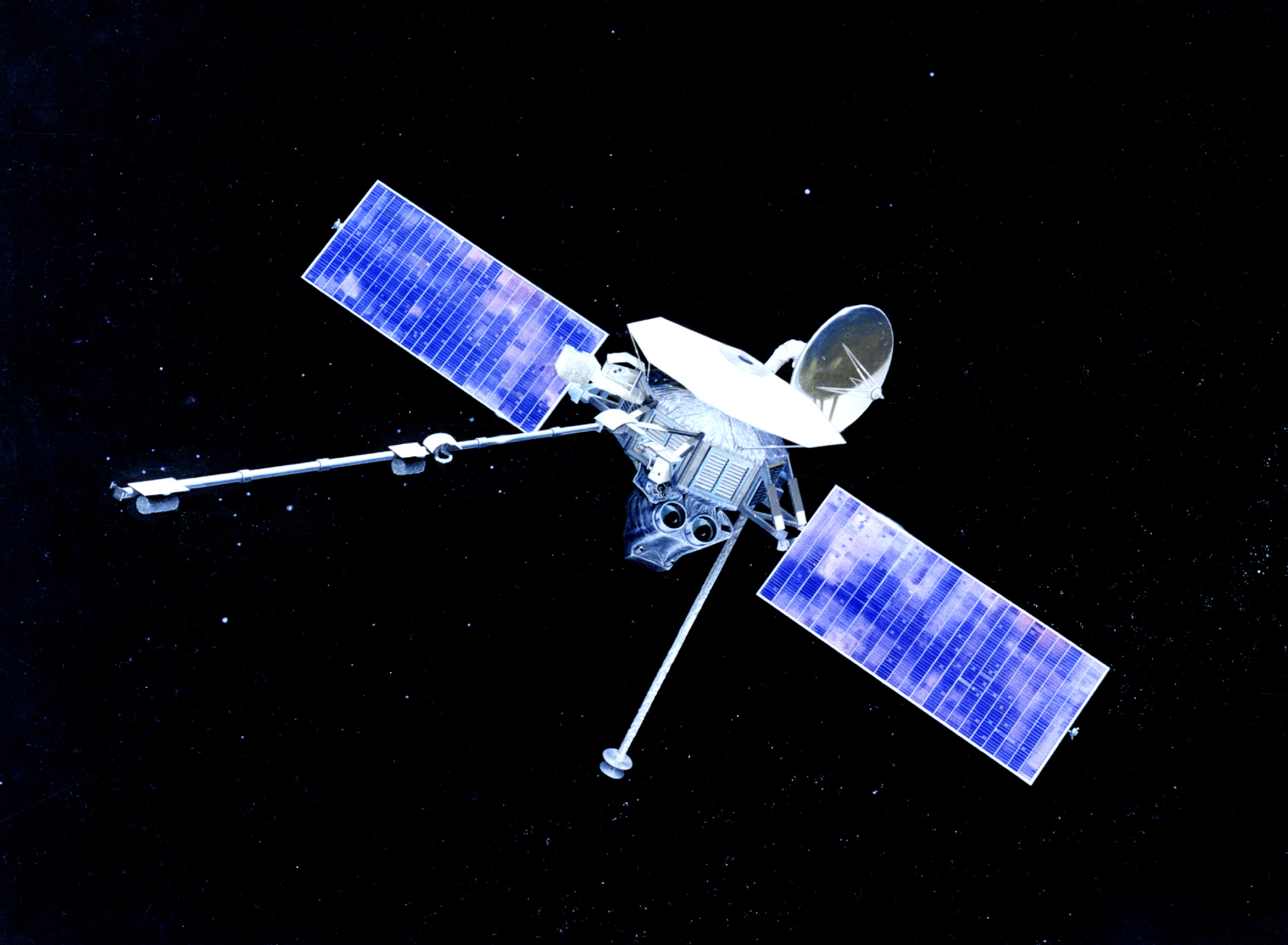
مارينر 10